# إيه جاي والملكة
إيه جاي والملكة (بالإنجليزية: AJ and the Queen) هو مسلسل دراما كوميدية يُعرض على شبكة نتفليكس، وصدر في 10 يناير 2020. كتب سيناريو المسلسل مايكل كينغ بالتشارك مع بطل المسلسل روبول تشارلز. وقررت شبكة نتفلكس وقف إنتاج المسلسل لمواسم جديدة في مارس من نفس عام صدوره.

## القصة
يروي المسلسل قصة روبرت لي والذي يقدم عروضاً راقصة كفتاة باسم "روبي رد"، وبعد جمعه لمبلغ 100 ألف دولار طوال حياته الفنية احتال عليه صديقه الحميم هيكتور رامريز. ليقدم روبرت شكوى لدى الشرطة وينطلق بعدها بجولة فنية عبر عدة ولايات أمريكية لمحاولة تعويض بعض الخسائر. وعند انطلاقه بالرحلة تفاجئ بوجود طفلة كانت تسكن بالقرب منه داخل حافلته واسمها "إيه جاي"، وتبلغ من العمر 10 سنوات. والطفلة كانت تخطط للسفر من نيويورك إلى تكساس للرحيل إلى بيت جدها بعد حبس والدتها المدمنة والتي لم تحسن رعايتها. قرر روبرت الاستمرار بنقلها معه في رحلته ولكن بعد مروره في جولاته الفنية جميعها. من خلال أحداث المسلسل تصبح علاقة روبرت مع إيه جي قوية رغم المشاكل العديدة التي مروا بها، وخاصة مع محاولة هيكتور ملاحقة روبرت للانتقام منه.

## قائمة الممثلين
- روبول تشارلز بدور روبرت لي/ روبي رد.
- إيزي جي بدور الطفلة إيه جاي.
- مايكل ليون وولي بدور لويس بيل/ كوكو بيتر.
- جوش سيغارا بدور هيكتور رامريز/ دامين سانشيز.
- كاترينا تاننباوم بدور بريانا دوجلاس والدة إيه جاي.
- تيا كاريري بدور ليلاني كالي/ ليدي دينجر.[3]

### ممثلين ضيوف
- كاتيا زامولودتشيكوڤا بدور ماغدا
- ماريو كانتون بدور ألما جوي
- مارك سنجر بدور بوب
- أدريان باربو بدور هيلين
- تشاد مايكلز بدور براين غريتي
- تيم باجلي بدور لويد جونسون
- لورا بيل باندي بدور برناديت أندرسون
- بريدجيت إيفرت بدور آنا
- ناتاشا ليجيرو بدور كاث
- كيفن دانيلز بدور دارييل
- ماري كاي بلايس بدور كارولين
- جيني كراكوسكي بدور بيث بارنز بيجل
- باتريك بريستو بدور كيفين بريسكوت
- لورين براكو بدور لورين براكو

## روابط خارجية
- إيه جاي والملكة على موقع IMDb (الإنجليزية)
- إيه جاي والملكة على موقع روتن توميتوز (الإنجليزية)
- إيه جاي والملكة على موقع نتفليكس (الإنجليزية)
- إيه جاي والملكة على موقع كينوبويسك (الروسية)
- إيه جاي والملكة على موقع ألو سيني (الفرنسية)
- إيه جاي والملكة على موقع قاعدة بيانات الفيلم (الإنجليزية)